# Gassaway
La ville de Gassaway est située dans le comté de Braxton, dans l'État de Virginie-Occidentale, aux États-Unis. Sa population s’élevait à 908 habitants lors du recensement de 2010, estimée à 902 habitants en 2016.

## Histoire
La ville a été incorporée en 1905. Elle a été nommée en hommage au sénateur Henry Gassaway Davis.